# ダニエル・ソランダー

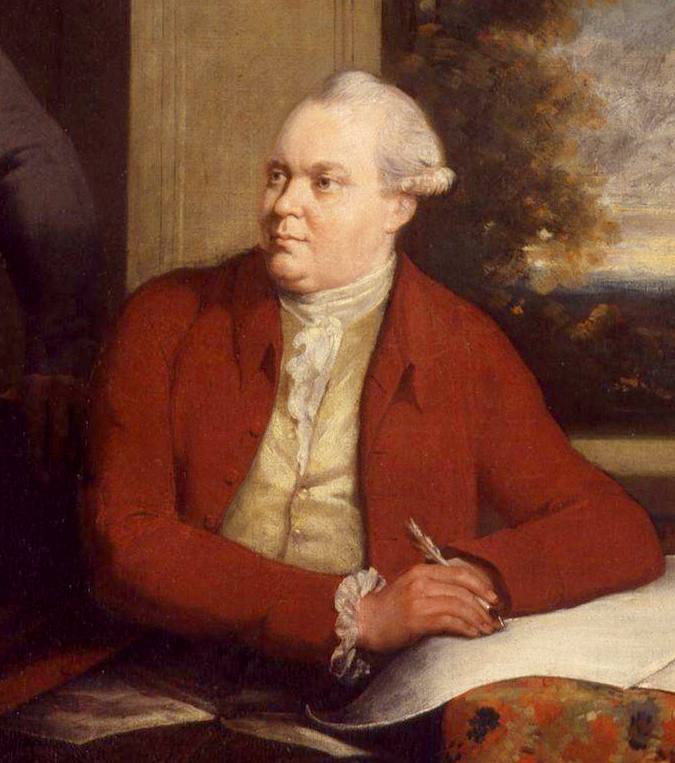
Daniel Solander

ダニエル・ソランデル（Daniel Solander、1733年2月19日 - 1782年5月16日) は、スウェーデンの植物学者である。

## 経歴
1733年2月19日、スウェーデンのノールボッテン県・ピーテオ市で、ルター派教区牧師のもとに生まれる。1750年にウプサラ大学に入学し、言語学と人文科学を学んだ。当時の植物学の教授がカール・フォン・リンネであり、ソランダーの才能を見出したリンネは彼の父親に、息子に博物学を勉強させるよう説得した。1760年、ソランダーはリンネの新分類法を広める為に渡英し、1763年に大英博物館補助学芸員となり、翌1764年には王立協会フェローに選出される。
1768年、同僚の植物学者ヘルマン・スペーリングと共にジョゼフ・バンクスに雇われ、ジェームズ・クックによる帆船エンデバーの太平洋航海に参加した。彼らが植物学者であったために、オーストラリアで最初に着岸した場所が "Botanist Bay" （植物学者の湾、という意。現在ではボタニー湾と呼ばれる）と名付けられた。グレート・バリア・リーフで船が損傷し、現在のクックタウンに一週間ほど滞在した際には、オーストラリアの植物コレクションを製作・記述するのに協力した。これは後に「バンクス植物図譜」（1980〜81年、大英自然史博物館）の基礎となった。
1771年に帰国した後はバンクスの秘書兼司書としてロンドンのソーホー・スクエアにある彼の自宅に住み込んでいたが、翌1772年には再びバンクスと共に、アイスランド、フェロー諸島、オークニー諸島への航海に出ている。1773年から1782年にかけては、大英博物館自然史部管理者を務めた。また、バンクスとともに、太平洋航海で収集した膨大な植物・動物標本などを元に、『植物図譜』（未完）の制作に従事した。彼が考案した、図面や文書、植物標本などを保存するための本型の箱「ソランダー・ボックス」は、現在でも図書館などで使用されている。1782年5月16日、脳梗塞によりソーホー・スクエアのバンクスの家で死去。49歳。
ニュージーランド南島沖にあるソランダー島や、ロンドンの東のはずれにあるソランダー・ガーデンは、彼の名から命名されたものである。また、ナンキョクブナ科のNothofagus solandriのように、学名に彼の名が献名された植物も多い。

## 著書
- Illustrations of the Botany of Captain Cook's Voyage Round the World - バンクスとの共著。
- The Natural History of Many Curious and Uncommon Zoophytes, Collected by the late John Ellis - バンクスとの共著。ソランダーの死後、1786年に出版された。